# Karl-Heinz Reck
Karl-Heinz Reck (* 14. Februar 1949 in Magdeburg) ist ein deutscher Politiker. Er war von 1990 bis 2006 Mitglied des Landtages Sachsen-Anhalt und von 1994 bis 1998 Kultusminister des Landes Sachsen-Anhalt.

## Leben und Beruf
Karl-Heinz Reck begann nach dem Abschluss an der Polytechnischen Oberschule 1965 eine Berufsausbildung mit Abitur zum Landmaschinen-Traktoren-Schlosser. Anschließend studierte er von 1968 bis 1972 an der Martin-Luther-Universität Halle-Wittenberg Diplomlehrer für die Fächer Mathematik und Physik. Nach seinem Studium war er bis zu seinem Einzug in den Landtag als Lehrer für Mathematik und Physik in Salzwedel tätig, wo er noch heute wohnt.
Reck ist verheiratet und hat drei Kinder.

## Politische Laufbahn
Reck war von 1990 bis 2008 Mitglied der SPD.
Reck vertrat im Landtag den Wahlkreis Salzwedel. Er wurde zuletzt über die Landesliste gewählt und trat 2006 nicht erneut an. 
Er war Mitglied im Ausschuss für Bildung und Wissenschaft sowie im Ausschuss für Kultur und Medien.
Seit 1990 ist Reck Mitglied im Kreistag des Altmarkkreises Salzwedel.
Karl-Heinz Reck war Kultusminister im Kabinett von Reinhard Höppner von 1994 bis 1998. Er ist offizieller Unterstützer der Demonstration Freiheit statt Angst.